# 1872년 미국 대통령 선거
1872년 미국 대통령 선거는 1872년 미국에서 치러진 대통령 선거로, 율리시스 그랜트 대통령이 재선에 성공했다.

## 후보선출

### 자유공화당
1870년, 공화당 비주류가 개헌 등을 외치며 창당한 자유공화당은 1872년 전당대회에서 6차에 걸친 투표 끝에 호레이스 그릴리 전 하원의원을 대통령 후보로 선출했다.

### 공화당
1872년 6월 6일, 공화당 전당대회는 만장일치로 율리시스 그랜트 대통령을 대통령 후보로 재선출하고, 헨리 윌슨 상원의원을 부통령 후보로 선출했다.

### 민주당
1872년 7월 10일, 민주당 전당대회는 투표 끝에 그랜트 대통령의 재선을 막기 위해 자유공화당의 그릴리 후보를 지지하기로 결정했다.

## 선거 결과
| 대통령 후보        | 정당       | 근거지       | 득표수    | 지지율 | 선거인단 득표 |
| ------------------ | ---------- | ------------ | --------- | ------ | ------------- |
| 율리시스 그랜트    | 공화당     | 일리노이     | 3,598,235 | 55.6%  | 286           |
| 호러스 그릴리      | 자유공화당 | 뉴욕         | 2,834,761 | 43.8%  | 3             |
| 토머스 A. 헨드릭스 | 민주당     | 인디애나     | -         | -      | 42            |
| 벤자민 브라운      | 국민연합당 | 미주리       | -         | -      | 18            |
| 찰스 J. 젱킨스     | 민주당     | 조지아       | -         | -      | 2             |
| 데이비드 데이비스  | 자유공화당 | 일리노이     | -         | -      | 1             |
| 찰스 오코너        | 버번민주당 | 뉴욕         | 18,602    | 0.3%   | 0             |
| 제임스 블랙        | 금지당     | 펜실베이니아 | 5,607     | 0.1%   | 1             |
| 계                 | 계         | 6,467,678    | 100.00 %  | 352    |               |

| 부통령 후보     | 정당       | 근거지     | 선거인단 득표 |
| --------------- | ---------- | ---------- | ------------- |
| 헨리 윌슨       | 공화당     | 매사추세츠 | 286           |
| 벤자민 브라운   | 국민연합당 | 미주리     | 47            |
| 알프레드 콜큇   | 민주당     | 조지아     | 5             |
| 조지아 줄리안   | 자유공화당 | 인디애나   | 5             |
| 토마스 브램릿   | 민주당     | 켄터키     | 3             |
| 존 팔머         | 민주당     | 일리노이   | 3             |
| 너새니얼 뱅크스 | 자유공화당 | 매사추세츠 | 1             |
| 윌리엄 그로스벡 | 자유공화당 | 오하이오   | 1             |
| 윌리스 매친     | 민주당     | 켄터키     | 1             |
| 찰스 애덤스     | 버번민주당 | 매사추세츠 | 0             |
| 존 러셀         | 금지당     | 미시간     | 0             |
| 계              | 계         | 계         | 352           |

선거인단 투표 이전인 11월 29일 그릴리 후보가 갑자기 사망하면서, 부통령 후보였던 벤자민 브라운 후보를 비롯해 민주당과 자유공화당 후보가 난립하면서 그릴리 후보에게 투표할 예정이었던 선거인단은 분열되었고, 그랜트 대통령은 손쉽게 재선에 성공한다.

## 같이 보기
- 1872년 미국 상원의원 선거
- 1872년 미국 하원의원 선거
- 재건 시대